# 20,000 Days on Earth
20,000 Days on Earth is een Britse film uit 2014 onder regie van Iain Forsyth & Jane Pollard. De film ging in première op 20 januari op het Sundance Film Festival en had zijn Belgische avant-première op het Film Fest Gent 2014.

## Verhaal
In de documentaire wordt gedurende 24 uur het leven van de Australische singer-songwriter, acteur en dichter Nick Cave gevolgd in deze deels fictieve, deels autobiografische film.

## Rolverdeling
| Acteur        | Personage |
| ------------- | --------- |
| Nick Cave     | Zichzelf  |
| Susie Bick    | Zichzelf  |
| Warren Ellis  | Zichzelf  |
| Darian Leader | Zichzelf  |
| Ray Winstone  | Zichzelf  |
| Blixa Bargeld | Zichzelf  |
| Kylie Minogue | Zichzelf  |

## Prijzen & nominaties

### Prijzen
- Athens International Film Festival 2014 - Golden Athena (Film & muziek)
- Istanbul International Film Festival 2014 - FIPRESCI Prize
- Festival de Cinéma de la Ville de Québec 2014 - Grand Prix competition
- Sundance Film Festival 2014 - Directing Award in de categorie World Cinema - Documentary
- Sundance Film Festival 2014 - Editing Award in de categorie World Cinema – Documentary (Jonathan Amos)

### Nominaties
- Sundance Film Festival 2014 - Grand Jury Prize in de categorie World Cinema – Documentary (Jonathan Amos)
- Sydney Film Festival 2014 - Sydney Film Prize (Best Film)